# 國順里
25°04′N 121°31′E / 25.07°N 121.51°E
國順里，是臺北市大同區的一個里，屬於北大同之蘭州次分區，古為大加蚋堡大稻埕牛磨車街，包括「草埔仔」和「四崁仔」聚落。

## 概述
草埔仔因畔鄰淡水河，地勢平坦、草原遼闊而得名。而四崁仔則緣因百年前尚未開發時本區即有四棟「土角厝」房屋而得名。四崁仔的老厝因都市更新遭拆除。
國順里在清治、日治初期屬於大稻埕、大龍峒交界，日治中期1922年分歸太平町及大橋町，戰後劃為國順里。1956年將民族西路252巷及昌吉街99巷以東地區劃出，另立國慶里，1990年3月區里行政區調整，將本里西側原星耀里併入本里，2002年又將本里內延平北路三段以東地區劃併入國慶里，至此幾乎全部原大龍峒地區皆已劃歸國慶里。
目前國順里範圍北以民族西路為界，南至昌吉街，西至淡水河中線，東至延平北路三段。
民國100年起，里長陳穎慧成立放學窩，提供學生能下課後的回家作業能安心的輔導。

## 歷屆里長
| 屆次       | 里長姓名 | 政黨       | 任期日期                       | 備註       |
| 星耀里時期 |          |            |                                |            |
| 第一屆     | 郭金銡   | 無黨籍     | 1976年12月25日～1980年12月25日 |            |
| 第二屆     | 郭金銡   | 無黨籍     | 1980年12月25日～1984年12月25日 |            |
| 第三屆     | 郭金銡   | 無黨籍     | 1984年12月25日～1986年12月25日 |            |
| 第四屆     | 楊龍躍   | 無黨籍     | 1986年12月25日～1990年12月25日 |            |
| 國順里時期 |          |            |                                |            |
| 第五屆     | 楊王寶卿 | 無黨籍     | 1990年12月25日～1994年12月25日 |            |
| 第六屆     | 章輝煌   | 中國國民黨 | 1994年12月25日～1996年12月25日 |            |
| 第七屆     | 章輝煌   | 中國國民黨 | 1996年12月25日～2000年12月25日 |            |
| 第八屆     | 陳穎慧   | 民主進步黨 | 2000年12月25日～2004年12月25日 |            |
| 第九屆     | 施木彬   | 民主進步黨 | 2004年12月25日～2006年12月25日 | 陳穎慧之夫 |
| 第十屆     | 陳穎慧   | 民主進步黨 | 2006年12月25日～2010年12月25日 |            |
| 第十一屆   | 陳穎慧   | 民主進步黨 | 2010年12月25日～2014年12月25日 |            |
| 第十二屆   | 陳穎慧   | 民主進步黨 | 2014年12月25日～2018年12月25日 |            |
| 第十三屆   | 陳穎慧   | 民主進步黨 | 2018年12月25日～2022年12月25日 |            |

## 草埔仔四崁仔米食文化節
國順里草埔仔、四崁仔畔臨淡水河，以往因用水取水灌溉方便且土壤肥沃，盛產稻米。自古居民利用稻米生產各類手工食品，產品包括各類年糕、甜粿、鹹甜粿、芋粿、草仔粿、紅趜草粿、紅豆粿、紅龜粿、碗粿、油蔥粿、發粿、菜頭粿、芋粿撬、九層蒸、籮蔔糕、肉粽、粿粽、紅趜草粿粽、紅豆粿粽、健康粽（五榖雜糧粽）、水晶粽、麻糬、小湯圓、包肉湯圓、紅豆湯圓、地瓜湯圓、珍珠湯圓、涼圓、粉圓、圓仔、粉條、米糕、油飯、愛玉、仙草、米苔目、橋斗圓、糯米糰……等五花八門的產品。
草埔仔、四崁仔的傳統粿、粽米食產品供應北臺灣各傳統市場，營業時間約在清晨4－6時。極盛時期，草埔仔、四崁仔巷弄間有上百家工廠聚集，從事粿、粽等米食產品的加工生產批發銷售行列，形成整區的粿仔街。每逢節慶日前幾天，更是買氣旺盛熱鬧非凡，因此這裡堪稱是粿的故鄉，俗稱本地為粿穴。
自從西風東進，麥當勞、肯德基等西方速食餐點產品大舉入侵後，迅速改變人民飲食習慣，減少米飯及相關產品的消費，加上傳統粿、粽產品不加防腐劑，必須現產現銷，無法量產囤積，加上作業方式日夜顛倒、工作粗重辛苦且利潤微博，年輕人不願投入，失去競爭力，目前僅存十餘家工廠勉強延續生產。
有鑒於此，自1998年起於農曆五月五日端午節前一週舉辦傳統米食文化節，希望藉由活動帶動買氣，幫助米食工廠及店家生意，傳承米食文化，也增加稻米消費，幫助農民，活絡農業經濟。

## 歷史建築
- 四崁仔老厝
- 紅毛樓
- 造船廠

## 地方廟宇
- 迪化街聖公媽廟：聖公媽廟位於迪化街二段，可追溯自1861年（清朝同治元年），為一收納鄰近無祀骨骸之廟宇，並奉福德正神為守護神。[1]
- 廣信府：廣信府位於昌吉街131巷，主祀張天師，其同祀神有三太子、土地公和虎爺。廣信府為一百多年前從大陸江西省龍虎山分香來台，供於黃氏祖厝正廳。
- 三和宮：三和宮位於位於迪化街二段146巷，主要奉祀張府天師。
- 姜王宮：姜王宮位於環河北路二段，主祀神為姜府王爺，同祀神有李府王爺、池府王爺、中壇元帥等。
- 勸化堂：勸化堂位於環河北路二段。[來源請求]

## 外部連結
- 大同區公所
- 國順里新聞發布站 （页面存档备份，存于）
- 淡水河邊社區發展協會